# Veine circonflexe scapulaire
La veine circonflexe scapulaire (ou veine circonflexe de la scapula) est un cercle veineux anastomotique autour de la scapula formé par les veines thoraco-dorsale et circonflexes humérales postérieure et antérieure.